# Chevigny-en-Valière
Chevigny-en-Valière è un comune francese di 289 abitanti situato nel dipartimento della Côte-d'Or nella regione della Borgogna-Franca Contea.

## Società

### Evoluzione demografica
Abitanti censiti